# Liste der brasilianischen Botschafter in Indien
Die brasilianische Botschaft befindet sich in 8 Aurangzeb Road in Neu-Delhi.
Der Botschafter in Neu-Delhi ist regelmäßig auch in Dhaka, Thimphu und seit 1977 in Katmandu akkreditiert.
| Ernannt       | Name                                   | Bemerkungen | ernannt während der Regierung von | akkreditiert während der Regierung von | Posten verlassen |
| ------------- | -------------------------------------- | --- | --------------------------------- | -------------------------------------- | ---------------- |
| 25. Aug. 1947 | Gastão Paranhos do Rio Branco          | (* 30. August 1888 in São Gabriel); Oberleutnant zur See | Eurico Gaspar Dutra               | Jawaharlal Nehru                       | 29. Apr. 1948    |
| 1948          | Oswaldo Tavares                        | Geschäftsträger | Eurico Gaspar Dutra               | Jawaharlal Nehru                       | 1948             |
| 1948          | José Cochrane de Alencar               | Geschäftsträger | Eurico Gaspar Dutra               | Jawaharlal Nehru                       | 1949             |
| 8. Okt. 1949  | Caio de Mello Franco                   | | Eurico Gaspar Dutra               | Jawaharlal Nehru                       | 19. Apr. 1951    |
| 1951          | Vitorino Vianna de Carvalho            | Geschäftsträger | Getúlio Vargas                    | Jawaharlal Nehru                       |                  |
| 1951          | Rodolfo Godoy de Souza Dantas          | Geschäftsträger | Getúlio Vargas                    | Jawaharlal Nehru                       | 1952             |
| 15. Mai 1952  | Abelardo Bretanha Bueno do Prado       | | Getúlio Vargas                    | Jawaharlal Nehru                       | 20. Sep. 1952    |
| 1952          | Rodolfo Godoy de Souza Dantas          | Geschäftsträger | Getúlio Vargas                    | Jawaharlal Nehru                       | 1953             |
| 1953          | Frederico Chermont Lisboa              | Geschäftsträger | Getúlio Vargas                    | Jawaharlal Nehru                       |                  |
| 25. Dez. 1953 | Ildefonso Falcão                       | | Getúlio Vargas                    | Jawaharlal Nehru                       | 10. Juni 1956    |
| 1966          | Murillo de Miranda Basto               | Geschäftsträger | Humberto Castelo Branco           | Indira Gandhi                          |                  |
| 2. Okt. 1956  | José Cochrane de Alencar               | | Juscelino Kubitschek              | Jawaharlal Nehru                       | 12. Sep. 1961    |
| 13. Sep. 1961 | Mário da Costa Guimarães               | | Jânio Quadros                     | Jawaharlal Nehru                       | 29. Sep. 1964    |
| 1964          | José Leal Ferreira Junior              | Geschäftsträger | João Goulart                      | Lal Bahadur Shastri                    | 1966             |
| 15. Jan. 1966 | Renato Firmino Maia de Mendonça        | (* 23. Dezember 1912 in Pilar) Sohn von Rosália Rebelo Maia und Júlio Rodrigues de Mendonça. | Humberto Castelo Branco           | Indira Gandhi                          | 5. Aug. 1969     |
| 1969          | Heitor Bastos Tigre                    | Geschäftsträger | Emílio Garrastazu Médici          | Indira Gandhi                          |                  |
| 4. Nov. 1969  | Wladimir do Amaral Murtinho            | | Emílio Garrastazu Médici          | Indira Gandhi                          | 3. Juni 1972     |
| 1969          | Sérgio Eduardo Dias Lemgruber          | Geschäftsträger | Juscelino Kubitschek              | Jawaharlal Nehru                       |                  |
| 24. Okt. 1972 | Roberto Luiz Assumpção de Araújo       | | Emílio Garrastazu Médici          | Indira Gandhi                          | 23. Feb. 1975    |
| 24. Feb. 1975 | Raul de Taunay                         | Geschäftsträger, (* 23. März 1949) Sohn von Elisabeth Penna e Costa und Jorge D’Escragnolle Taunay, Bruder von Jorge D’Escragnolle Taunay Filho (* 1. Juni 1947 in Paris); 2007 – 21. April 2011 Botschafter in Harare | Ernesto Geisel                    | Indira Gandhi                          | 10. März 1975    |
| 11. März 1975 | Roberto Luiz Assumpção de Araújo       | | Ernesto Geisel                    | Indira Gandhi                          | 28. Okt. 1975    |
| 29. Okt. 1975 | Heraldo Póvoas de Arruda               | Geschäftsträger | Ernesto Geisel                    | Indira Gandhi                          | 11. Nov. 1975    |
| 12. Nov. 1975 | Roberto Luiz Assumpção de Araújo       | | Ernesto Geisel                    | Indira Gandhi                          | 12. Dez. 1975    |
| 13. Dez. 1975 | Heraldo Póvoas de Arruda               | Geschäftsträger | Ernesto Geisel                    | Indira Gandhi                          | 19. Dez. 1975    |
| 20. Dez. 1975 | Roberto Luiz Assumpção de Araújo       | | Ernesto Geisel                    | Indira Gandhi                          | 31. Dez. 1975    |
| 1986          | Jorge D’Escragnolle Taunay             | | José Sarney                       | Rajiv Gandhi                           |                  |
| 1987          | Octávio Rainho da Silva Neves          | Ab 22. Mai 1990 konsekutiv erster brasilianischer Botschafter in Malé | José Sarney                       | Rajiv Gandhi                           | 24. Aug. 1995    |
| 24. Aug. 1995 | Luiz Felipe de Macedo Soares Guimarães | [ 3 ] | Fernando Henrique Cardoso         | P. V. Narasimha Rao                    |                  |
| 12. Mai 1999  | Vera Lúcia Machado                     | | Fernando Henrique Cardoso         | Atal Bihari Vajpayee                   |                  |
| 6. Dez. 2004  | José Vicente de Sá Pimentel            | | Luiz Inácio Lula da Silva         | Manmohan Singh                         | 17. Aug. 2005    |
| 28. Dez. 2007 | Marco Antônio Diniz Brandão            | [ 4 ] | Luiz Inácio Lula da Silva         | Manmohan Singh                         |                  |
| 2012          | Pedro Henrique Lopes Bório             | [ 5 ] | Dilma Rousseff                    | Manmohan Singh                         |                  |
| 12. Jan. 2012 | Carlos Sérgio Sobral Duarte            | [ 6 ] | Dilma Rousseff                    | Manmohan Singh                         |                  |